# ديفيد هنت (عالم نبات)
ديفيد هنت (بالإنجليزية: David Hunt)‏ هو عالم نبات بريطاني، ولد في 25 سبتمبر 1938 في لندن في المملكة المتحدة، وتوفي في 19 مايو 2019.